# بريق (رواية)
بريق هي رواية لعام 2020 بقلم رافين ليلاني. تدور أحداث الرواية حول امرأة سوداء شابة تتورط مع رجل أبيض في منتصف العمر في زواج مفتوح. نُشرت الرواية في 4 أغسطس 2020 بواسطة فارار وشتراوس وجيرو. تلقت استقبالًا نقديًا إيجابيًا بشكل رئيسي  وفازت بجائزة كيركس للخيال لعام 2020.  في ديسمبر 2020، كانت الرواية في موقع المحور الأدبي ضمن 16 قائمة لأفضل الكتب لهذا العام. 

## الحبكة
تحكي رواية بريق عن إيدي، وهي امرأة سوداء في العشرينات من عمرها تعيش في مدينة نيويورك وتعمل كمساعدة تحرير. ترتبط
بإريك، وهو رجل أبيض في الأربعينيات من عمره في زواج مفوح . لدى إريك وزوجته ابنة بالتبني تدعى أكيلا تبلغ من العمر 12 عامًا، وهي أيضًا سوداء اللون. تبدأ إيدي علاقة جنسية مع إريك وتنتقل إلى نيوجيرسي لتعيش مع عائلته بعد طردها. 

## المواضيع الرئيسية
لاحظ النُقاد أن شخصية إيدي هي شخصيةمتسكعة، وهو أمر لافِتٌ لِلنّظَر لأنه عادةً ما يكون منصبًا أدبيًا تشغله شخصيات الذكور البيض. 

## استقبال نقدي
تمت التوصية بالرواية من قبل منافذ مختلفة قبل نشرها.    
تلقت رواية بريق مراجعات إيجابية عمومًا. وصفتها مراجعات كيركس في مراجعة مميزة بنجمة بأنها "حادة وغريبة ودافعة - وتحتوي على الكثير من المرح."  صنف مارك أثيتاكيس الرواية بـ 3.5 / 4 نجوم وذكر في يو إس إيه توداي "إن بريق ليست مجرد رواية ساخرة ولكنها كتاب قوي حول التحول العاطفي." استعرضت مجلة بابليشرز ويكلي  الرواية وقالت: "إن قدرة إيدي على التنقل في العلاقات المعقدة مع والكس تُظهر إتقان ليلاني للفروق الدقيقة، والسرد ذكي ومضحك ومشحون عاطفيًا."  أعطى موقع بوكباج.كوم لستر مراجعة مميزة بنجمة وكتب:"كتابات ليلاني دماغية وخام، وهذه الرواية الأولى ستجعلها صوتًا جديدًا قويًا." 
في إشارة إلى أن الرواية في عرضها الأول، كتبت ليا جرينبلات من إنترتينمنت ويكلي "تظهر هذه الحداثة أحيانًا؛ بعد بداية خادعة للغاية، تتجه الرواية إلى الداخل، وغالبًا ما تتخلى عن زخم السرد للمزاج واللون. جملة بجملة على الرغم من ذلك، فهي أيضًا كاتبة استثنائية حيث تم تصوير فقراتها الكثيفة والمبهرة بذكاء ذاتي وبصيرة نفسية. أشادت  جرينيدج في مجلة مراجعة فرجينيا الفصلية "بمهارة ليلاني اللغوية".

## النشر
- 2020، الولايات المتحدة، فارار، ستراوس وجيرو(ردمك 978-0-374-19432-1) ، تاريخ النشر 4 أغسطس 2020، غلاف فني.

## التكيف
في أكتوبر 2021، أفيد أن مسلسلًا تلفزيونيًا مقتبسًا من الرواية كان قيد التطوير في إتش بي أو. سيتم إنتاج المشروع بواسطة تلفزيون غومونت الدولي وتيسا طومسون فيفا مود مع إنتاج تنفيذي لطومسون وكيشوري راجان.

## جوائز و ترشيحات
- فازت بجائزة كيركس للرواية لعام 2020 [17]
- فازت بجائزة مركز الخيال للرواية الأولى لعام 2020 [18] [19]
- فازت بجائزة دائرة نقاد الكتاب الوطنية لعام 2020 للرواية [20]
- القائمة الطويلة لوسام أندرو كارنيجي للتميز في الخيال لعام 2021 [21]

## الروابط الخارجية
- بريق على Us.macmillan.com